# Parkia lutea
Parkia lutea är en ärtväxtart som beskrevs av H.C.Hopkins. Parkia lutea ingår i släktet Parkia och familjen ärtväxter. Inga underarter finns listade i Catalogue of Life.